# Danuta Kozák
Danuta Kozák (født 11. januar 1987 i Budapest) er en ungarsk kajakroer, der har vundet en stribe OL-, VM- og EM-medaljer på forskellige sprintdistancer.

## Kajakkarriere
Kozák vandt sine første internationale seniormedaljer i 2007, da hun blev europamester i toerkajak samt VM-bronzevinder i samme båd, begge på 1000 m. Ved OL 2008 i Beijing stillede hun firerkajakken Gabriella Szabó, Katalin Kovács og Natasa Janics, og efter at have vundet deres indledende heat, blev finalen endnu en ungarsk-tysk kamp, som det havde været gennem talrige år. Tyskerne vandt her for fjerde OL i træk guld, men med under et sekunds forspring til ungarerne på andenpladsen, mens Australien sikrede sig bronze.
Samme år vandt Kozák EM-guld i toer- og firerkajak på 200 m og -sølv i fireren på 500 m. Året efter vandt hun EM-guld i toer (500 m) og -sølv i enerstafetten, mens hun vandt VM-guld i både toer- og firer (500 m). I 2010 vandt hun guld i ener og sølv i fireren ved EM (begge på 500 m) samt VM-guld i toer (500 m). I 2011 vandt hun EM-guld i ener (500 m) og toer (200 m) samt VM-guld i toer (200 m) og firer (500 m).
Ved OL 2012 stillede hun op i både ener- og firerkajak på 500 m. I firerkajakken vandt hun sammen med Szabó, Kovács og Krisztina Fazekas Zur først det indledende løb, og derpå holdt de den tyske båd bag sig i finalen og hindrede dermed tyskerne i at vinde deres femte OL-guld i træk, mens Hviderusland blev nummer tre, kun ganske lidt efter tyskerne. I enerkajakken var hun en af favoritterne, og hun vandt sit indledende heat og sin semifinale sikkert, mens det i finalen var ukraineren Inna Osypenko-Radomska, der lagde stærkest ud. Hun tabte dog fart til sidst, så Kozák overhalede hende og vandt sikkert guld, mens ukraineren sikrede sig sølvet, og sydafrikaneren Bridgitte Hartley fik bronze.
I årene op til det følgende OL vandt hun endnu en stribe EM- og VM-medaljer, blandt andet tre guld ved VM i 2013. Ved OL 2016 i Rio de Janeiro var hun dermed naturligt blandt favoritterne i alle de tre løb, hun stillede op i. I toerkajakken roede hun sammen med Gabriella Szabó, som udgjorde et nysammensat, men rutineret ungarsk hold, der tilsammen havde vundet 32 OL-, VM- og EM-titler, og de vandt da også sikkert deres indledende heat. Finalen blev en tæt kamp mellem ungarerne og tyskerne Franziska Weber og Tina Dietze, som Kozák og Szabó vandt knebent, mens polakkerne Karolina Naja og Beata Mikołajczyk fik bronze. I eneren var Kozák som forsvarende olympisk mester også favorit, og hun vandt også sit indledende heat og sin semifinale. I finalen var hun klart hurtigst, mens sølvet overraskende blev vundet af danske Emma Aastrand Jørgensen ganske tæt foran newzealænderen Lisa Carrington på tredjepladsen. Endelig var der i fireren endnu engang lagt op til en tysk/ungarsk kamp om topplaceringerne, og Kozák havde i den ungarske båd selskab af Szabó, Fazekas Fur og Tamara Csipes. Ungarerne vandt deres indledende heat, mens tyskerne måtte omkring en semifinale, inden de i finalen igen mødtes, og igen med ungarerne som stærkest, så Kozák vandt sin tredje guldmedalje ved legene; tyskerne fik sølv og hviderusserne bronze.
I årene op til det følgende OL vandt Kozák fortsat en stribe medaljer ved VM og EM, men hun var dog ikke helt så dominerende som tidligere.
Ved OL 2020 i Tokyo, afholdt i 2021, blev hun blot nummer fire i enerkajakken på 500 meter, mens hun i toeren, nu sammen med Dóra Bodonyi, efter sejre i indledende heat og i semifinalen måtte se newzealænderne Lisa Carrington og Caitlin Regal hente guldet og polakkerne Karolina Naja og Anna Puławska sølvet, mens Kozák og Bodonyi holdt landsmændene Tamara Csipes og Erika Medveczky bag sig og fik bronze. I firerkajakken, hvor hun havde selskab af Csipes, Bodonyi og Anna Kárász, vandt ungarerne deres indledende heat og deres semifinale, og i finalen var de ligeledes sikre, så landet kunne vinde sin tredje OL-guldmedalje i træk. Med medaljen nåede Kozák op på seks OL-guldmedaljer, næstflest af alle i kano og kajak efter den legendariske tysker Birgit Fischer med otte.